# African Invertebrates
African Invertebrates — международный рецензируемый научный журнал, посвящённый таксономии, систематике, биогеографии, биологии, экологии, палеонтологии и охране наземных, пресноводных и морских беспозвоночных Афротропической области, включая омывающие её воды Индийского и Атлантического океанов. African Invertebrates публикует крупные ревизионные работы, также как и обзорные статьи и небольшие заметки. Более восьмисот опубликованных статей по естественной истории содержат свыше пяти тысяч номенклатурных актов.

## История

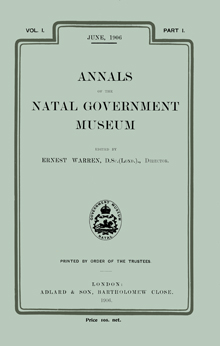
Обложка первого выпуска 1906 года

African Invertebrates берёт начало в 1906 г. как журнал Annals of the Natal Government Museum, который вскоре сменил название на Annals of the Natal Museum. Журнал выпускается без перерыва более ста лет. В 2000 году название журнала сменилось на настоящее. С 2000 по 2006 годы African Invertebrates выходил раз в год (кроме 2003 г., когда были труды конгресса по многоножкам были изданы как дополнительные номер журнала), с 2007 по июнь 2012 г. журнал выходил дважды в год, с ноября 2012 г. было принято решение публиковать отдельные статьи по мере их готовности, то есть African Invertebrates стал издаваться непрерывно.

## Профиль журнала
В Annals of the Natal Museum, а впоследствии в African Invertebrates, представлен широкий спектр статей по многим естественно-научным направлениям. Помимо работ по таксономии и систематике различных групп животных, были опубликованы статьи по эмбриологии, гистологии, медицинской и сельскохозяйственной энтомологии, экологии, ботанике, географии, палеонтологии, общей геологии, петрографии, стратиграфии, охране природы. Среди животных групп представлены простейшие, губки, кишечнополостные, плоские черви, нематоды, коловратки, онихофоры, членистоногие (включая ракообразных, хелицеровых, трилобитов, многоножек и насекомых), кольчатые черви, мшанки, моллюски, сипункулиды, иглокожие и полухордовые (кишечнодышащие).

## Индексация
African Invertebrates индексируется в ISI Science Citation Index, BIOSIS Previews, Zoological Record, Scopus, и GeoRef. В 2009 г. импакт-фактор журнала был равен 1.216.

## Подписка
Оригинальные отпечатанные выпуски, начиная с 1906 г., доступны через библиотеку Музея Наталя (Подписка на African Invertebrates). Оцифрованные архивные выпуски свободно доступны через Архив африканских журналов SABINET.